# Visy József (szobrász)
Visy József (Budapest, 1951. május 28. –) szobrász, restaurátor.

## Pályafutása
1969 és 1975 között a Dési Huber István Képzőművész Körben tanult, ahol mesterei Laborcz Ferenc és ifjabb Pál Mihály voltak. 1975-től a Képzőművészeti Alap Kivitelező Vállalatnál dolgozott segédmunkásként, később kőszobrásznak tanult ugyanitt. 1981-ben Párizsba költözött. Az itteni Művészeti Akadémia hallgatója lett 1983-ig, Étienne Martin és Calka voltak a mesterei. Székely Péterrel közösen dolgozott a nanter-i műteremben és a bretagne-i gránitbányában.

## Díjak, elismerések
- 1983: Városi nagydíj, Marly le Roi (FR);
- 1986: Salon de Saint Quen, I. díj (FR)
- 1987: Salon National de Rambouillet, I. díj (FR)
- 1991: Szent Márton-díj; Budapest à Mayenne, Mayenne város nagydíja (FR)
- 1997: Salon d'Automne, I. díj, Maurepas (FR)

## Egyéni kiállítások
- 1980 • Dimitrov Művelődési Központ, Veszprém
- 1984 • Galerie d'Atelier des maîtres, Párizs (F)
- 1991 • Magyar Intézet, Párizs (F)
- 1992 • Sligo Art Gallery, Sligo (IR) • MAC 2000, Grand Palais, Párizs (F)
- 1994 • Országos Széchényi Könyvtár, Budapest • Várgaléria, Veszprém • Törökház, Alsóörs • MAC 2000, Espace Eiffel, Párizs (F)
- 1996 • Magyar Intézet, Varsó • Oscar Wilde House, Dublin (IR)
- 1999 • Francia Intézet, Budapest [Claire Echkenazival]
- 2000 • Leichlingen (D)
- 2001 • Galerie des Visages de l’Art Marly-le-Roi (F)
- 2003 • La Grande Galerie, Viry-Chatillon (F).

## Válogatott csoportos kiállítások
- 1983 • Salon d’Automne, Grand Palais, Párizs
- 1986 • Salon de Saint Quen (FR)
- 1987 • Salon National de Rambouillet (FR)
- 1991 • Budapest à Mayenne, Mayenne (FR)
- 1992 • Visions d'Europe, Eiffel-torony, Párizs
- 1994 • Veszprémi Művész Céh, Portomaggiore (OL)
- 1995 • Les Sculpteurs Français de Hongrie, Magyar Intézet, Párizs
- 1996 • Tavaszi Tárlat, Veszprém
- 1997 • Salon d'Automne, Maurepas (FR) • Veszprémi Tárlat, Székesfehérvár
- 1998 • Salon des Lauréats, Viroflay (FR)
- 2000 • Pac et Arts, Colmar (FR).

## Művek közgyűjteményekben
- M. de la Garde Républicaine, Párizs
- M. de la Monnaie, Párizs
- M. du Château de Saint Quen (FR).

## Köztéri művei
- Kutyás nő (gránit, 1987, Perros Guirec)
- Lelkierő (gránit, 1988, Perros Guirec)
- Európa (carrarai márvány szobor, 1991, Digne les Bains)
- Csíra (színes márványszobor, 1991, Canet en Roussillon)
- Ülő nő (1994, Veszprém, Megyei Kórház)
- Üledékesedés (gránit és márvány, 1998, Guilin)
- Jákob lajtorjája (márvány, 1998, La Norma)
- A varázsló kalapja (anhidrit, 1999, Saint Jean de Maurienne)

## Restaurálási munkái
- Versailles-i kastély: homlokzat (1981), kápolna (1982)
- Louvre: Pavillon Floral (1983), Pavillon des Etats (1984), Cour carrée (1985), Cour Napoléon Pavillon Sully (1990), Pavillon des Arts (1999)
- Palais Bourbon (1985, Párizs)
- Templom (1986, Val de Grâce)
- La Madeleine (1987, Párizs)
- Rouen, Lille szobrok (1988, Párizs, Place de la Concorde)
- Ministère de la Marine (1989, Párizs, Place de la Concorde)
- Arc de Triomphe (1988, Párizs)
- Kastély (1990, Auvers sur Oise)
- Templom (1990, Mery sur Oise)
- Katedrális (1995, Orléans)
- Collégiale (1995, Mantes)
- Tribunal (1996, Mantes)
- Pont Neuf (1999, Párizs)